# Villa Marlier
Villa Marlier is een landhuis gelegen nabij de Großer Wannsee, een meer ten zuidwesten van Berlijn. Het huis is bekend van de in 1942 door de SS georganiseerde Wannseeconferentie. Na de Tweede Wereldoorlog werd de villa bekend onder de naam Villa Wannsee.

## Geschiedenis
De villa werd in 1914-15 gebouwd voor de zakenman Ernst Marlier. Het huis met een woonoppervlakte van 1500 m² en de parkachtige tuin van 30.000 m² was een ontwerp van Paul Baumgarten, een leerling van Alfred Messel. Ernst Marlier en zijn vrouw leefden maar enkele jaren aan de Wannsee. Hij verkocht op 6 september 1921 het huis aan een firma van de industrieel Friedrich Minoux.
In november 1940 had Minoux de villa verkocht aan de SS-stichting Nordhav die door Reinhard Heydrich was opgericht. Het doel van die stichting was de bouw en het onderhoud van vakantieverblijven voor de veiligheidsdienst van de SS. In de zomer van 1941 werd het huis omgebouwd tot een gastenverblijf.
Op 20 januari 1942 vergaderden, onder voorzitterschap van SS-Obergruppenführer Reinhard Heydrich, de chef van het bureau voor rijksveiligheid, veertien topambtenaren uit de ministeriële bureaucratie en van de SS over de organisatorische uitvoering van de beslissing om de Europese joden naar het oosten te deporteren en te vermoorden. Naar de locatie werden de besprekingen de Wannseeconferentie genoemd. De notulen van deze conferentie van de hand van Adolf Eichmann werden in 1947 in de dossiers van Buitenlandse Zaken gevonden.
Op 20 januari 1992, vijftig jaar na de conferentie, werd in de villa een herdenkings- en vormingscentrum geopend.

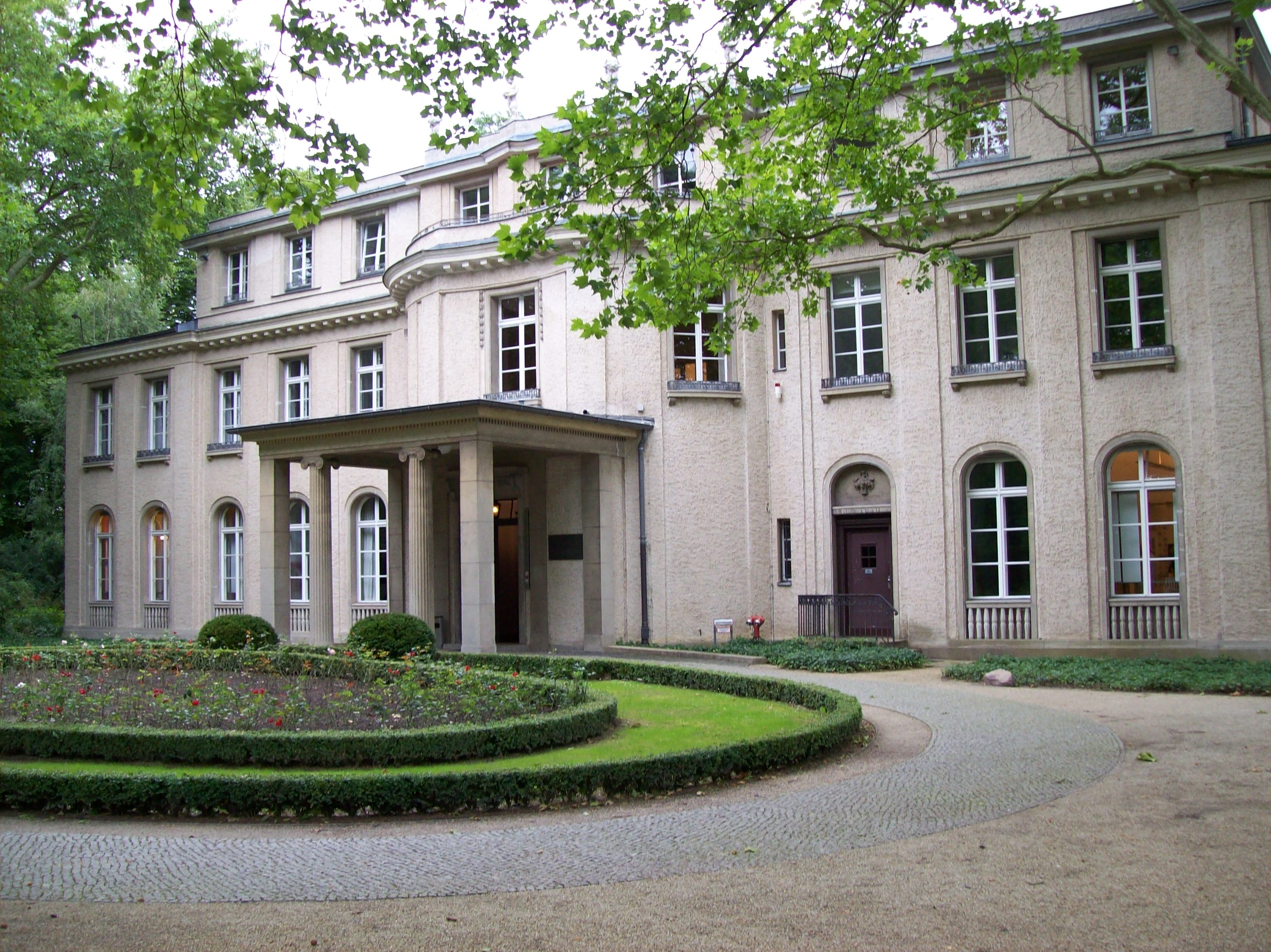
Villa Marlier: voorzijde
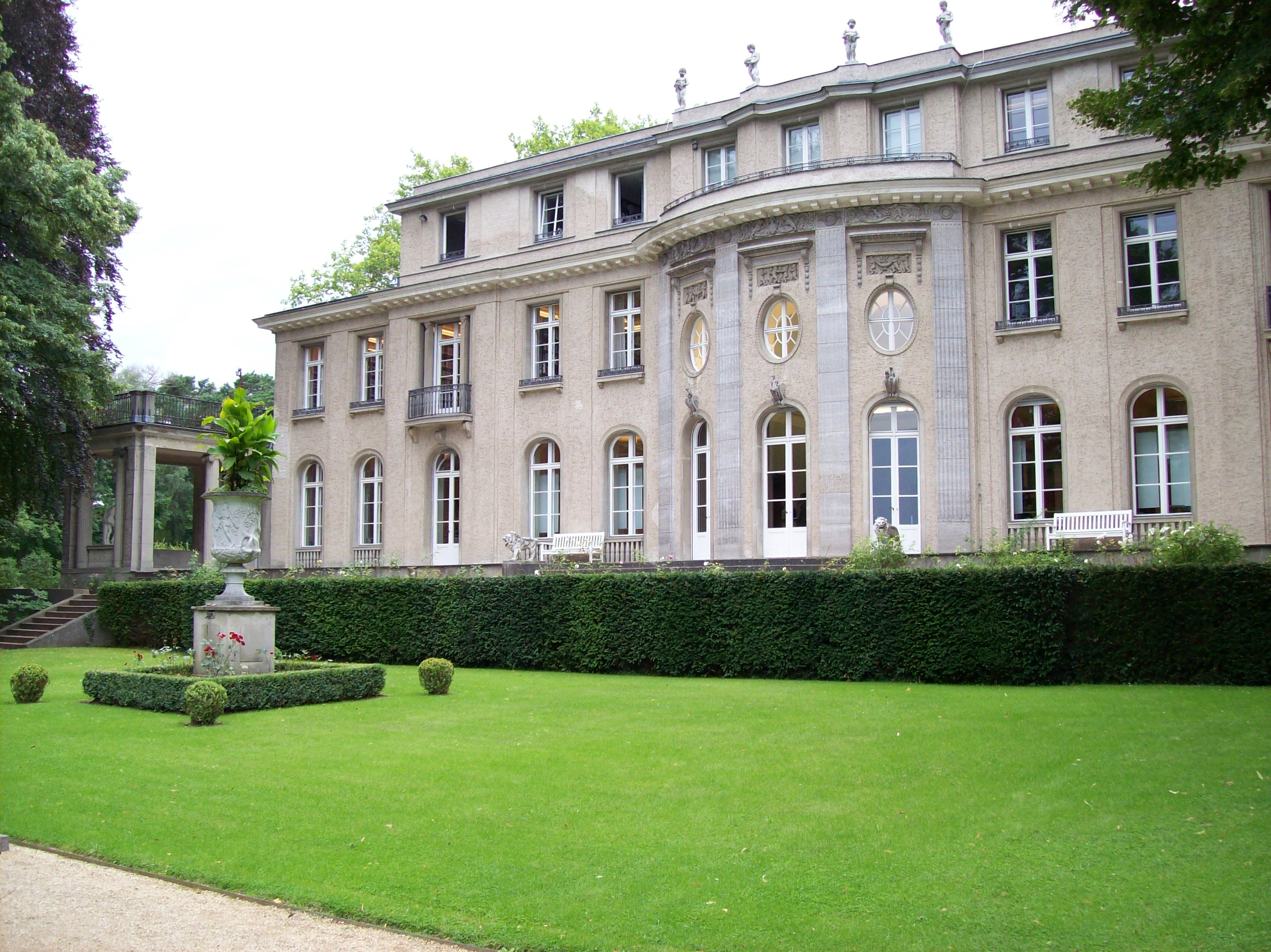
Villa Marlier: achterzijde